# Bart the Lover
«Bart the Lover» — 16 серія третього сезону серіалу Сімпсони. Уперше на екрани вийшла у США 13 лютого 1992; в Україні серія грала на телеекранах у 2005.

## Сюжет
У Спрінґфілдську початкову школу приїхала група артистів і з в рамках їхнього турне показала аудиторії трюки з йо-йо. Іграшка так усім сподобалася, що наступного дня кожен учень став власником йо-йо. Одного разу у класі Барт випадково розбив акваріум з рибками — і Скіннер покарав його: присудив йому місяць виправних робіт у школі, а точніше, допомагати своїй учительці Едні Крабапель. Відбуваючи кару, Барт побачив у шухляді Едни журнали з оголошеннями про те, де і як знайти собі чоловіка. Щоб помститися за покарання, Барт собі пожартував і написав учительці листа — та підписав його іменем Вудро Вільсона, 28-го президента США. Згодом  отримавши згоду від Едни про побачення, на побачення не прийшов, а натомість пішов у театр дивитися кінокомедію. Опісля побачив сумну Едну та вибачитися за витівку аж ніяк не насмілився.
У той же час у Спрінґфілді температура повітря впала нижче 0 градусів. Мардж побачила, що Маленький помічник Санти змерз та може згинути від холоду, сказала Гомеру про потребу в новій будці для собаки. Проте купувати будку Гомер відмовився — і вирішив збудувати її сам. Будка у Гомера аж ніяк не виходила: він тільки ламав дошки та лаявся. Тодд Фландерс, почувши крик Гомера: «Доу!! Ідіотська дошка!» вирішив і собі полаятися — за що  Нед Фландерс зробив йому зауваження. Коли Нед почав шукати винного у лайці сина, то переконався, що причина у Гомері: той надалі уголос без упину проклинав усіх і все… Почувши про випадок, Мардж оштрафувала чоловіка: примусила класти в банку по 25 центів за кожен випадок лайки. Оскільки Гомер і надалі лаявся, за 7 днів у банці було понад 80 доларів — і Мардж, зрадівши, купила псові нову будку.
Усе згодом для Барта скінчилося добре: Мардж (вона у цьому майстер) придумала формулу вибачення для сина перед Едною — і Една вже так не вбивалася. З кінцем серії Барт із Едною пішов на прогулянку.

## Див.також
- Гомер Сімпсон
- Барт Сімпсон
- Нед Фландерс
- Една Крабапель